# Rozenspanner
De rozenspanner (Earophila badiata, voorheen geplaatst in het geslacht Anticlea) is een nachtvlinder uit de familie van de spanners (Geometridae). 

## Kenmerken
De voorvleugellengte bedraagt tussen de 14 en 18 millimeter. De basiskleur van de enigszins puntige voorvleugel is bruin. Over de voorvleugel loopt een geelbruine tot geelwitte band. langs de buitenrand van de vleugel loopt een bruine zoom met daarin een opvallende geelwitte stip. De achtervleugel is wit.

## Waardplanten
De rozenspanner gebruikt diverse soorten roos als waardplant. De rups is te vinden van maart tot juli. De soort overwintert als pop in losse aarde.

## Voorkomen
De soort komt verspreid van Europa en Noord-Afrika tot de Altaj voor. 

### Nederland en België
De rozenspanner is in Nederland een zeer zeldzame en in België een zeldzame soort. In Nederland wordt de soort vooral in de duinen en elders langs de kust gezien. De vlinder kent jaarlijks twee generaties die vliegen van halverwege maart tot in mei.